# Kazimierz Sikorski
Pour les articles homonymes, voir Sikorski.
Kazimierz Sikorski, né le 28 juin 1895 à Zurich et mort le 23 juillet 1986 à Varsovie, est un compositeur et pédagogue polonais.

## Biographie
Kazimierz Sikorski naît le 28 juin 1895 à Zurich de parents polonais,.
Il étudie d'abord la composition avec Szopski au Collège Chopin de Varsovie, obtenant un diplôme en 1919, puis la philosophie à l'université de Varsovie, dont il sort diplômé en 1921. Il étudie ensuite à Lwów avec Adolf Chybiński (en) ainsi qu'à Paris avec Nadia Boulanger (1925-1927 et 1930),.
Kazimierz Sikorski fait carrière comme pédagogue, occupant divers postes d'enseignement.
En 1926, il devient professeur au conservatoire de musique (pl) de Poznań, puis, de 1927 à 1945, enseigne au conservatoire de Varsovie.
Il enseigne à l'École de musique de Łódź (pl) entre 1947 et 1954 et au Conservatoire de Varsovie (1951-1957), dont il prend la direction, de 1957 à 1966,.
Professeur reconnu, on compte notamment parmi ses élèves Grażyna Bacewicz, Tadeusz Baird, Zygmunt Krauze, Jan Krenz, Artur Malawski, Roman Palester, Andrzej Panufnik et Kazimierz Serocki,.
Kazimierz Sikorski a été président de l'Union des Compositeurs polonais (1954-1999) et est lauréat de nombreux prix d'État, dont deux décernés par l'Union des compositeurs polonais en 1951 et en 1975. 
Il a publié Instrumentoznastwo (« L'Étude des instruments », Varsovie, 1932, 3e éd. 1975), Harmonia (« Harmonie », 3 vol., Cracovie, 1948-49, 4e éd. 1972) et Kontrapunkt (« Contrepoint », 3 vol., Cracovie, 1953-57). 
Il est le père du compositeur et interprète Tomasz Sikorski (pl),.
Kazimierz Sikorski meurt le 23 juillet 1986 à Varsovie.

## Œuvre
Comme compositeur, Kazimierz Sikorski est notamment l'auteur de :
- six symphonies (1918 ; 1921 ; 1953 ; 1969 ; 1978-1979 ; 1983) ;
- Suite pour orchestre à cordes (1917) ;
- Concerto pour clarinette (1947) ;
- Concerto pour cor et petit orchestre (1948) ;
- Ouverture populaire (1954) ;
- Concerto pour flûte (1957) ;
- Concerto pour trompette, orchestre à cordes, 4 timbales, xylophone et tam-tam (1956) ;
- 6 Vieilles Danses polonaises pour petit orchestre (1963) ;
- Concerto polyphonique pour basson et orchestre (1965) ;
- Concerto pour hautbois (1967) ;
- Concerto pour trombone (1973) ;
- trois quatuors à cordes ;
- Sextuor à cordes ;
- plusieurs chœurs.

Il a également composé la musique de trois films :
- Warszawska premiera (pl) de Jan Rybkowski, 1951 ;
- Pierwsze dni (pl) de Jan Rybkowski et Stanisław Różewicz, 1952 ;
- Trudna miłość (pl) de Stanisław Różewicz, 1954.